# Provinz Essaouira

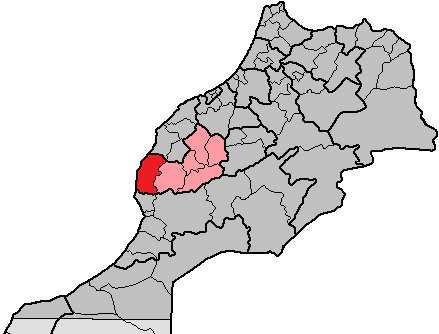
Provinz Essaouira in der ehemaligen Region Marrakesch-Tensift-Al Haouz

Essaouira (arabisch إقليم الصويرة, Taschelhit ⵜⴰⵙⴳⴰ ⵏ ⵎⵓⴳⴰⴹⵓⵔ Tasga n Mugaḍur) ist eine Provinz in Marokko. Sie gehört seit der Verwaltungsreform von 2015 zur Region Marrakesch-Safi (davor Marrakesch-Tensift-Al Haouz) und liegt an der Atlantikküste im Westen des Landes zwischen Safi und Agadir. Die Provinz hat 452.979 Einwohner (2004).

## Größte Orte
Die mit (M) gekennzeichneten Orte sind als städtische Siedlungen (Municipalités) eingestuft; die übrigen gelten als Landgemeinden (communes rurales) und bestehen jeweils aus mehreren Dörfern.
| Gemeinde        | Einwohner (2. Sept. 1994) | Einwohner (2. Sept. 2004) |
| --------------- | ------------------------- | ------------------------- |
| Essaouira (M)   | 56.074                    | 69.493                    |
| Aït Daoud (M)   | 2118                      | 2497                      |
| El Hanchane (M) | 3898                      | 4698                      |
| Talmest (M)     | 3406                      | 4133                      |
| Tamanar (M)     | 8620                      | 9984                      |
| Aglif           | 8559                      | 8934                      |
| Aqermoud        | 14.584                    | 15.037                    |
| Bizdad          | 8418                      | 8605                      |
| Had Dra         | 8882                      | 8984                      |
| Imi N'Tlit      | 8357                      | 8215                      |
| Korimate        | 11.638                    | 10.842                    |
| Ounagha         | 11.440                    | 12.188                    |
| Sidi Laâroussi  | 13.343                    | 13.203                    |
| Sidi Ishaq      | 9662                      | 9553                      |
| Takoucht        | 5322                      | 5135                      |
| Tidzi           | 5146                      | 4769                      |